# Sankt Martin an der Raab
Sankt Martin an der Raab (Húngaro: Rábaszentmárton) es una ciudad localizada en el Distrito de Jennersdorf, estado de Burgenland, Austria.
- Datos: Q661373
- Multimedia: Sankt Martin an der Raab / Q661373

1. ↑  Worldpostalcodes.org, código postal n.º 8383.